# António Cardoso da Silva
António Cardoso da Silva (5 de Agosto de 1846 - Abril de 1922), 2.º Visconde de Godim, foi um político e magistrado português.

## Família
Filho de António Casimiro Cardoso da Silva, 1.º Visconde de Godim, e de sua mulher Francisca de Lima.

## Biografia
Fidalgo Cavaleiro da Casa Real por sucessão, era Bacharel em Direito pela Faculdade de Direito da Universidade de Coimbra e seguiu a carreira da Magistratura, depois de ter sido Administrador do Concelho de Braga.
O título de 2.º Visconde de Godim foi-lhe renovado por Decreto de D. Carlos I de Portugal de data desconhecida. Brasão concedido por Alvará de 5 e Carta de 25 de Janeiro de 1906: Giraldes ou Geraldes; diferença: uma brica vermelha com um farpão de ouro; timbre: Giraldes ou Geraldes; Coroa de Visconde.

## Casamento e descendência
Casou a 26 de Abril de 1884 com Clarisse de Meneses (? - 17 de Abril de 1945), filha de José Manuel de Meneses e de sua mulher Maria Rosa de Sousa, com geração.